# Großraum Vancouver
Der Großraum Vancouver (englisch: Greater Vancouver, auch Metro Vancouver) ist eine Metropolregion mit dem Hauptzentrum Vancouver in der kanadischen Provinz British Columbia. Die Bezeichnung „Greater Vancouver“ beschreibt ein Gebiet, das grob mit der Verwaltungseinheit Metro Vancouver Regional District (MVRD) übereinstimmt, der Schaffung des Regional District (1966) jedoch vorausging. Sie wird oft verwendet, um einige Gebiete jenseits der Grenzen des Regional District mit einzubeziehen, schließt jedoch im Allgemeinen Wildnisregionen und landwirtschaftliche Gebiete nicht mit ein. Die Region umfasst etwa 2.900 km² und 2016 eine Bevölkerung von 2.642.825 Einwohnern. b Sie ist damit die drittgrößte Metropolregion in Kanada. Die Einwohner erwirtschafteten 2020 ein Bruttoinlandsprodukt von 164 Mio. CA$. c Die Region liegt in der Zeitzone der Pacific Standard Time mit einem Unterschied von −8 Stunden zur UTC bzw. −7 Stunden während der Sommerzeit.

## Geographie
Die Verwendung der Bezeichnung „Greater Vancouver“ ist nicht konsistent. Lokal wird sie meist ausschließlich für die urbanen und sub-urbanen Gebiete verwendet und umfasst nicht bestimmte Teile wie Bowen Island, obwohl Wirtschaftszweige wie die Filmindustrie sogar Squamish, Whistler und Hope als zum „Vancouver Area“ oder zu „Greater Vancouver“ gehörig bezeichnen. Die Geschäftswelt schließt oft angrenzende kleinere und größere Städte wie Mission, Chilliwack, Abbotsford und Squamish in die Bezeichnung „Greater Vancouver“ ein. Seit der Schaffung der „Metro Vancouver“ wird dieser Begriff in den Medien jedoch als Synonym von Region und Regional District gebraucht.
Als geographische Region ist der Großraum Vancouver Teil des Lower Mainland, einer der Haupt-Untereinheiten von British Columbia in räumlicher und kultureller Hinsicht. Sie überschneidet sich mit dem Lower Fraser Valley, von dem das mittlere und das obere Fraser Valley im Osten zum Fraser Valley Regional District gehören, welcher aus zwei anderen Regional Districts gebildet wurde, nachdem der Greater Vancouver Regional District sich auch auf die Gemeinden Maple Ridge und Pitt Meadows ausdehnte. Weitere staatliche und verwaltungsrechtliche Gebiete, deren Jurisdiktion der Großraum Vancouver unterliegt sind das North Vancouver und das Coquitlam Forests District sowie die Ministry of Environment's Lower Mainland Region (welche u. a. die Sunshine Coast, die Fraser Health Authority und das New Westminster Land District umfasst).
Der Großraum Vancouver nimmt den Südwesten des Festlands von British Columbia ein. Es umfasst grob die westliche Hälfte des Lower Mainland am Unterlauf des Fraser River und an beiden Ufern des Burrard Inlet.
Dreizehn der dreißig am stärksten bevölkerten Gemeinden von British Columbia liegen im Großraum Vancouver. Die offizielle Fläche des Bezirks beträgt 2.877,36 km². Es handelt sich um die am dichtesten besiedelte Region in British Columbia.
Die University of British Columbia und die University Endowment Lands, beide westlich jenseits der Grenzen der City of Vancouver gelegen, gehören keiner Gemeinde an und unterliegen daher keinerlei Regierungsgewalt.
In der Region gibt es außerdem 17 Indian Reserves, die nicht der Regierungsgewalt des Regional District oder der Gemeinden unterliegen; zusammengenommen hatten sie 2006 7.550 Einwohner, die von der Squamish Nation, der Musqueam Nation, der Tsleil-waututh First Nation, der Tsawwassen First Nation, der Semiahmoo First Nation, der Kwikwetlem First Nation, der Katzie First Nation und der Kwantlen First Nation regiert werden.

Karte der Bevölkerungsdichte des Großraums Vancouver gemäß dem Canadian Census 2006 (UBC und das Electoral District A gemäß Canadian Census 2001).

Die Städte Abbotsford, Chilliwack und Mission, östlich der Region gelegen, werden in der Werbung und im Tourismus sowie zu verschiedenen inoffiziellen Anlässen oft mit Vancouver verknüpft, genauso wie die nördlich gelegenen Städte Squamish und Whistler.

## Demographie
| Metro Vancouver | Metro Vancouver | Metro Vancouver |
| --------------- | --------------- | --------------- |
| Jahr            | Einwohner       | Änderung        |
| 1891            | 21.887          | –               |
| 1901            | 42.926          | 196,1 %         |
| 1911            | 164.020         | 382,1 %         |
| 1921            | 232.597         | 141,8 %         |
| 1931            | 347.709         | 149,5 %         |
| 1941            | 393.898         | 113,3 %         |
| 1951            | 562.462         | 142,8 %         |
| 1961            | 790.741         | 140,6 %         |
| 1971            | 1.028.334       | 130,0 %         |
| 1981            | 1.169.831       | 113,8 %         |
| 1991            | 1.602.590       | 137,0 %         |
| 1996            | 1.831.665       | 114,3 %         |
| 2001            | 1.986.965       | 108,5 %         |
| 2006            | 2.116.581       | 106,5 %         |
| 2011            | 2.313.328       | 109,3 %         |
| 2016            | 2.463.431       | 106,5 %         |
| 2021            | 2.642.825       | 107,3 %         |

Der Zensus von 2016 weist eine Bevölkerung von 2.463.431 im Großraum Vancouver aus, was einem Wachstum um 6,5 % gegenüber 2011 entspricht.
Die Bevölkerung im Großraum Vancouver ist unterschiedlicher Herkunft. Laut Zensus von 2016 waren 48,6 % europäischer sowie 2,5 % indigener Abstammung. Die verbleibenden 48,9 % gehörten anerkannten Minderheiten an, von denen Chinesen die größte Gruppe bildeten, gefolgt von Südasiaten. Weitere große Gruppen sind Filipinos, Koreaner, Japaner, Südostasiaten, Westasiaten und Lateinamerikaner. British Columbia ist die in ethnischer Hinsicht diverseste Provinz Kanadas.
| Ethnische Gruppe                                                       | 2021      | 2021    | 2016      | 2016    | 2011      | 2011    | 2006      | 2006    | 2001      | 2001    |
| Ethnische Gruppe                                                       | Bev.      | %       | Bev.      | %       | Bev.      | %       | Bev.      | %       | Bev.      | %       |
| ---------------------------------------------------------------------- | --------- | ------- | --------- | ------- | --------- | ------- | --------- | ------- | --------- | ------- |
| Europäisch (1) (2)                                                     | 1.124.475 | 43,13 % | 1.179.100 | 48,6 %  | 1.197.985 | 52,53 % | 1.182.355 | 56,36 % | 1.204.970 | 61,24 % |
| Ostasiatisch (3)                                                       | 606.920   | 23,28 % | 557.745   | 22,99 % | 488.240   | 21,41 % | 451.790   | 21,53 % | 395.540   | 20,1 %  |
| Südasiatisch                                                           | 369.295   | 14,17 % | 291.005   | 11,99 % | 252.405   | 11,07 % | 207.165   | 9,87 %  | 164.365   | 8,35 %  |
| Südostasiatisch (4)                                                    | 198.940   | 7,63 %  | 168.075   | 6,93 %  | 156.315   | 6,85 %  | 112.365   | 5,36 %  | 85.485    | 4,34 %  |
| Mittlerer Osten (5)                                                    | 87.090    | 3,34 %  | 62.440    | 2,57 %  | 48.870    | 2,14 %  | 35.590    | 1,7 %   | 27.340    | 1,39 %  |
| Indigen                                                                | 63.345    | 2,43 %  | 61.455    | 2,53 %  | 52.375    | 2,3 %   | 40.310    | 1,92 %  | 36.855    | 1,87 %  |
| Lateinamerikanisch                                                     | 51.500    | 1,98 %  | 34.805    | 1,43 %  | 29.125    | 1,28 %  | 22.695    | 1,08 %  | 18.715    | 0,95 %  |
| Afrikanisch                                                            | 41.180    | 1,58 %  | 29.830    | 1,23 %  | 23.545    | 1,03 %  | 20.670    | 0,99 %  | 18.405    | 0,94 %  |
| Andere/Multiethnisch (6)                                               | 65.350    | 2,51 %  | 41.780    | 1,72 %  | 31.835    | 1,4 %   | 25.035    | 1,19 %  | 15.810    | 0,8 %   |
| Gesamtzahl der Antworten                                               | 2.607.015 | 98,65 % | 2.426.235 | 98,49 % | 2.280.695 | 98,59 % | 2.097.965 | 99,12 % | 1.967.480 | 99,02 % |
| Gesamte Bevölkerung                                                    | 2.642.825 | 100 %   | 2.463.431 | 100 %   | 2.313.328 | 100 %   | 2.116.581 | 100 %   | 1.986.965 | 100 %   |
| Hinweis: Summen größer als 100 % sind durch Mehrfachnennungen bedingt. |           |         |           |         |           |         |           |         |           |         |

```
 Anmerkungen:
```

## Politik

### Föderation

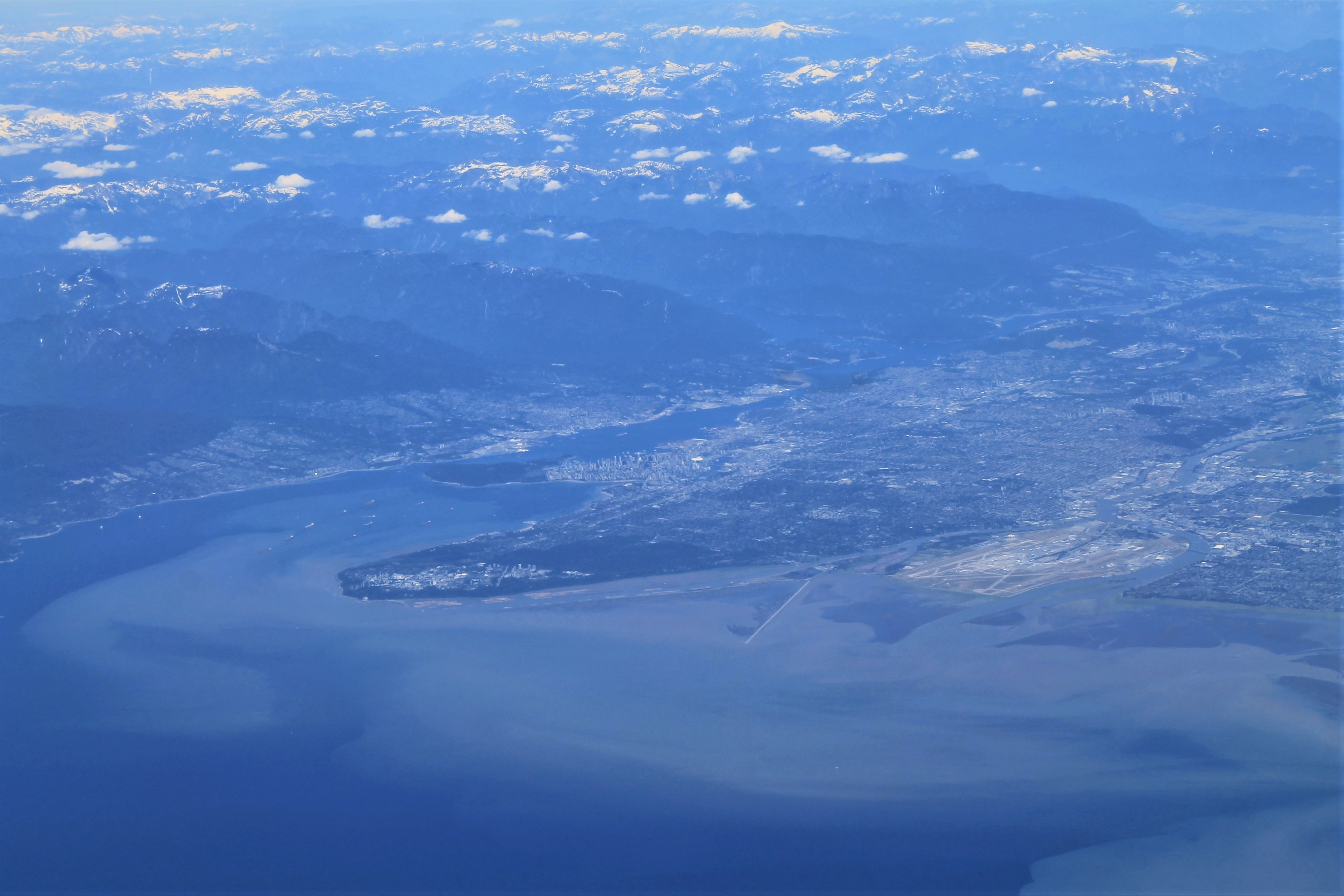
Vancouver Metropolitan Area 2018

Auf Bundesebene werden im Großraum Vancouver Konservative, Sozialdemokraten (NDP) und Liberale als Abgeordnete gewählt – die Region ist ein bedeutender Grundpfeiler von Unterstützern links der Mitte im eher konservativ ausgerichteten Westen Kanadas; zusammen mit der Stärke der NDP auf Vancouver Island sorgten die Küstenregionen von British Columbia schon oft für mehr als die Hälfte der westlich von Ontario gewählten Links-der-Mitte-Abgeordneten in den meisten Unterhäusern.
Nach der kanadischen Unterhauswahl 2011 traten die Konservativen und die NDP als die beiden stärksten Parteien der Region hervor. Die Unterstützer der Konservativen stammten demnach aus den Vororten von Vancouver (z. B. North Vancouver, West Vancouver und Richmond), während die NDP die stärkste Unterstützung von der Ostseite von Vancouver, aus Burnaby, Coquitlam und New Westminster erfuhr.
Die Zahl der liberalen Abgeordneten schrumpfte 2011 auf zwei, beide aus Vancouver stammend. Bei der Wahl 2015 kehrte sich das Verhältnis jedoch um, und die Liberalen gewannen die meisten Sitze der Region zulasten der Konservativen. Bei der Wahl 2019 gewannen die Konservativen wiederum einige Sitze in Richmond, Langley und im südlichen Surrey zurück; viele dieser Sitze gingen bei der Wahl 2021 wieder zurück an die Liberalen.

### Provinz
Der Großraum Vancouver ist wie der Rest von British Columbia politisch zwischen der BC United und der BC NDP aufgeteilt. Während die BC United formell keiner auf Bundesebene organisierten Partei angehört, neigen ihre Wähler auf Bundesebene eher zur Unterstützung von Liberalen oder Konservativen. Die BC NDP bietet eine Alternative im Mitte-Links-Spektrum und gehört formell der NDP an. Die Stimmabgabe bei der Wahl zum Parlament von British Columbia 2013 zeigte, dass Unterstützer der Liberalen nahezu gleichwertig die Liberalen und die Konservativen auf Bundesebene wählten. Ungeachtet dieses Trends trat der frühere NDP-Premier von British Columbia, Ujjal Dosanjh, bei der Unterhauswahl 2004 für die Liberalen an. Einige Unterstützer der NDP sind in den letzten Jahren zur British Columbia Green Party gewechselt.
Mit den Begriffen der politischen Geographie gemessen ist die Polarisierung zwischen städtischen Kernen und Vororten im Großraum Vancouver nicht so groß wie in anderen Metropolregionen des Landes. Die BC NDP neigt jedoch dazu, mehr Unterstützung aus den Gegenden im Osten von Vancouver, aus Burnaby, den Tri-Cities und Teilen von Surrey auf sich zu ziehen. Im Gegensatz dazu sind die BC Liberals an der Westseite von Vancouver, am North Shore und im Fraser Valley stärker; in Richmond haben sie von 1991 bis 2020 jeden Sitz gewonnen. Die Wahlkreise in Zentral-Vancouver wie Vancouver-Fairview oder Vancouver-Point Grey sowie Surrey neigen zur Wechselwahl mit einem Kopf-an-Kopf-Rennen der beiden Parteien. Vicki Huntington, unabhängiges Mitglied der Legislativversammlung von British Columbia, repräsentiert den Wahlkreis Delta South seit 2009.
Zwischen 1986 und 2013 repräsentierte jeder Premier von British Columbia (mit Ausnahme von Dan Miller vom 25. August 1999 bis 24. Februar 2000) einen Wahlkreis aus dem Großraum Vancouver. Nachdem Christy Clark ihren Sitz im Wahlkreis Vancouver-Point Grey bei der Provinzwahl 2013 verloren hatte und bis David Eby 2022 über John Horgan siegte, kamen die Premiers aus Wahlkreisen außerhalb des Großraums Vancouver. Eby ist der Abgeordnete für Vancouver-Point Grey.

### Vertretung der Minderheiten
Aufgrund der ethnischen Diversität der Region gibt es verschiedene Vertretungen der Minderheiten. Auf Bundesebene gibt es fünf Abgeordnete, die einer der anerkannten Minderheiten entstammen: drei südostasiatischer Herkunft, einen Chinesen und einen Trinidader; in der Legislative Assembly von British Columbia sind es sechs mit südostasiatischer Herkunft, drei Chinesen, ein Japaner und ein Filipino.
Aus dem Großraum Vancouver kommen viele „erstmals Gewählte“. Rosemary Brown war die erste schwarze Frau, die in ein politisches Amt gewählt wurde; sie wurde 1972 Member of the Legislative Assembly (MLA) von British Columbia. Außerdem war sie die erste schwarze Person, die sich – 1975 – als Parteiführerin bewarb. Emery Barnes, ein Football-Spieler, wurde gemeinsam mit Rosemary Brown 1972 zum MLA gewählt und verblieb bis 1996 in diesem Parlament, von 1994 an als dessen Sprecher. Der frühere indo-kanadische Permier Ujjal Dosanjh war der erste nicht-weiße Premier der Provinz, während Douglas Jung als erster Kanadier chinesischer Abstammung Member of Parliament (MP) wurde. Yonah Martin ist die erste Kanadierin koreanischer Herkunft, die ein Bundesamt bekleiden konnte. Jenny Kwan war die erste Kanadierin chinesischer Abstammung, die Mitglied einer Provinzregierung in Kanada wurde. Naomi Yamamoto und Mable Elmore waren die ersten japanisch- bzw. filipinostämmigen MLAs der Provinz. Stephanie Cadieux ist die erste querschnittsgelähmte MLA, während Svend Robinson der erste offen schwule kanadische Unterhausabgeordnete war. Auf kommunaler Ebene gelangte James Atebe als erster Schwarzer in das Amt des Bürgermeisters in Mission.